# 8378 Sweeney
8378 Sweeney este un asteroid din centura principală de asteroizi.

## Descriere
8378 Sweeney este un asteroid din centura principală de asteroizi. A fost descoperit pe 23 septembrie 1992 la Observatorul Palomar de Eleanor Francis Helin. Asteroidul prezintă o orbită caracterizată de o semiaxă mare de 2,57 ua, o excentricitate de 0,21 și o înclinație de 15,1° în raport cu ecliptica.